# Paul Barth (filozof)
Paul Ernst Emil Barth (ur. 1 sierpnia 1858 w Borucicach, zm. 30 września 1922 w Lipsku) – niemiecki filozof i pedagog, prof. dr hab. Uniwersytetu Lipskiego.

## Życiorys
Od 1875 studiował w Uniwersytecie Wrocławskim na filologii klasycznej, historii i filozofii. Doktorat uzyskał w Uniwersytecie w Lipsku (1881). W latach 1882–1888 pracował jako nauczyciel w szkołach w Legnicy, Lipsku i Jenie. W 1890 habilitował się na Uniwersytecie Lipskim, a następnie był wykładowcą filozofii na tejże uczelni. W 1897 został profesorem filozofii i pedagogiki. W 1918 został mianowany profesorem zwyczajnym.

## Dorobek naukowy
Barth posiadał rozległą wiedzę przyrodniczą, ekonomiczną oraz przede wszystkim filozoficzno-humanistyczną. Był zwolennikiem socjologii wychowania. Uważał wychowanie za część rzeczywistości społecznej, która jest zależna od woli społeczeństwa i podporządkowana jego normom. Skupiał się szczególnie na edukacji moralnej oraz respektowaniu czynników społecznych w historii edukacji. Napisał zarys historii pedagogiki, w którym poruszył problemy z dziedziny teorii edukacji.

## Publikacje (wybór)
- De infinitioni apud poetas scaeni cos satinos usu, 1881
- Die Geschichtsphilosophie Hegels und der Hegelianer, 1890
- Die Philosophie der Geschichte als Soziologie, 1897
- Die Elemente der Erziehung- und Unterrichtslehre. Auf Grund der Psychologie der Gegenwart dargestellt, 1906
- Die Geschichte der Erziehung in soziologischer und geistesgeschichtlicher Beleuchtung, 1911
- Der Lebensführer, 1920
- Die Notwendingkeit eines systematischen Moralunterrichts, 1920
- Die Stoa, 1922
- Deutsche Pädagogen der Neuzeit, 6 wyd. 1927